# Pair-et-Grandrupt
Pair-et-Grandrupt é uma comuna francesa na região administrativa do Grande Leste, no departamento de Vosges. Estende-se por uma área de 4.58 km². Em 2010 a comuna tinha 525 habitantes (densidade: 114,6 hab./km²).